# Хворост (печенье)
Хво́рост — кондитерское изделие, тонкое и ломкое печенье. Получило своё название за сходство по форме с хворостом — опавшими ветвями деревьев.

## Приготовление
Основными ингредиентами хвороста являются мука, яйца, сливочное масло, сметана (или молоко) и сахар. В классическом рецепте в тесто добавляются водка, ром или коньяк. Также следует добавить щепотку соли, чтобы усилить вкус. 
Хворост можно приготовить двумя способами — из обычного (крутого) или жидкого теста.
При первом способе замешивают крутое тесто и, выдержав около 20 минут, раскатывают тонким слоем. С помощью ножа или форм изготавливают заготовки. Полученные изделия обжариваются в кипящем масле, затем выкладываются на бумагу, в которую впитываются излишки жира.
Второй способ заключается в том, что приготовленное жидкое (как правило, с большим количеством молока) тесто постепенно вливают в кипящий жир или масло, придавая изделию таким образом определённую форму. После приготовления хворост выкладывается на блюдо или салфетку. Иногда для формования жидкого теста используются специальные приспособления.
Хворост украшается изюмом, орехами, посыпается сахарной пудрой или порошком какао. 

## Варианты

### Венгрия
Венгерские csöröge изготавливаются из яичного желтка, муки, разрыхлителя, сахара, соли и коньяка. Они хорошо поджарены и посыпаны сахарной пудрой. Традиционно они подаются на свадьбе.

### Италия
Итальянский cenci или chiacchiere едят во время карнавала. Их различные региональные названия включают: frappe в Риме и Лацио; sfrappole в Эмилия-Романья; bugie в Генуя; И galani или crostoli в Венеции и Фриули — Венеция-Джулия, особенно в столице Триестино, Триесте. Региональные вариации рецепта включают опрыскивание апельсиновой цедрой или использование анисового вина в качестве алкогольной основы.

### Польша
В сезон карнавалов перед Пасхой в Польше готовят фаворки, которые жарят на жиру или сливочном масле. Название происходит от искаженного французского фр. faveurs — «лента, бант», отражающего форму выпечки и напоминающего средневековые дамские аксессуары рыцарской эпохи.